# Stjernekigger (dokumentarfilm)
|  | Denne artikel er oprettet af botten Steenthbot ud fra en ekstern database. Den kan derfor have sproglige fejl eller mangler. Denne skabelon kan fjernes efter kontrol af indholdet. |

 For alternative betydninger, se Stjernekigger. (Se også artikler, som begynder med Stjernekigger)
Stjernekigger er en dansk portrætfilm fra 2002 instrueret af Christina Rosendahl.

## Handling
I januar 2001 udkom den danske gruppe Swan Lee's debut-cd "Enter". Året efter opnåede bandet ikke færre end seks nomineringer ved Danish Music Awards 2002. Umiddelbart en knastfri succeshistorie. Men forud for gennembruddet lå fire år med op- og nedture, udskiftninger af bandmedlemmer, frustrerende forsøg på at få en pladekontrakt og hårdt arbejde rundt om på landets mange små scener. Med under hele processen var dokumentaristen Christina Rosendahl, søster til sangerinden og frontfiguren i Swan Lee, Pernille Rosendahl. I filmen berettes om den energi, der skal til for at realisere en drøm. Og om at det stadig er tro, håb og kærlighed, der driver musikken frem - selv om branchen i stadig højere grad forsøger at beregne sig frem til succes.

## Medvirkende
- Pernille Rosendahl
- Jonas Struck
- Emil Jørgensen